# Матюніна Вероніка Олександрівна
Матюніна Вероніка Олександрівна (нар. 10 серпня 2006) — українська спортсменка з настільного тенісу. Член кадетської збірної України. Майстер спорту України з настільного тенісу. Гравець клубу Суперліги України «КДЮСШ № 1 — ЛОШВСМ» (Сєвєродонецьк).

## Життєпис
Народилася в Сєвєродонецьку. У 2012 році розпочала навчання у СШ № 17 міста Сєвєродонецька. У 2011 році поступила до КДЮСШ № 1 міста Сєвєродонецька на відділення настільного тенісу, де тренувалася під керівництвом тренера Олександра Анатолійовича Мініна. З 2015 року займається в Луганській обласній школі вищої спортивної майстерності (ЛОШВСМ).

## Спортивний життєпис

### Мінікадетський період
Розпочала грати у настільний теніс у 5 років. У дошкільний період неодноразово брала участь у місцевих змаганнях з настільного тенісу «Сімейний кубок», на яких виступала разом з батьком — Олександром Володимировичем Матюніним. У перші роки тренування в ДЮСШ міста Сєвєродонецька відіграла низку дитячих турнірів місцевого, обласного та міжобласного рівня. У 2015 році поїхала на свої перші міжнародні змагання — «Новорічний турнір» (Гродно, Білорусь), де посіла третє місце у віковій категорії «2005 року народження та молодші».
У дев'ятирічному віці вперше взяла участь в чемпіонаті України з настільного тенісу «Прудкий м'яч» (Умань, 25-30 травня 2015 року). У сезоні 2015—2016 розпочала змагатися у Дитячій лізі Клубного чемпіонату України в складі команди «КДЮСШ-1» Сєвєродонецька (тренер О. А. Мінін). Завдяки перемогам на українських рейтингових турнірах, Вероніка виконує норму кандидата у майстри спорту з настільного тенісу.
У 2016 до Вероніки приходить перший значний успіх в масштабі України. На змаганнях кращих мінікадетів України ТОП-24 (Київ, 11-13 січня 2016 року) Вероніка посіла третє місце. У цьому ж році вона на чемпіонаті України серед мінікадетів «Прудкий м'яч» (Жовква, 24-28 травня 2016 року) стає бронзовою призеркою в індивідуальному заліку та срібною призеркою у парному заліку разом з Ярославом Олеськевичем.

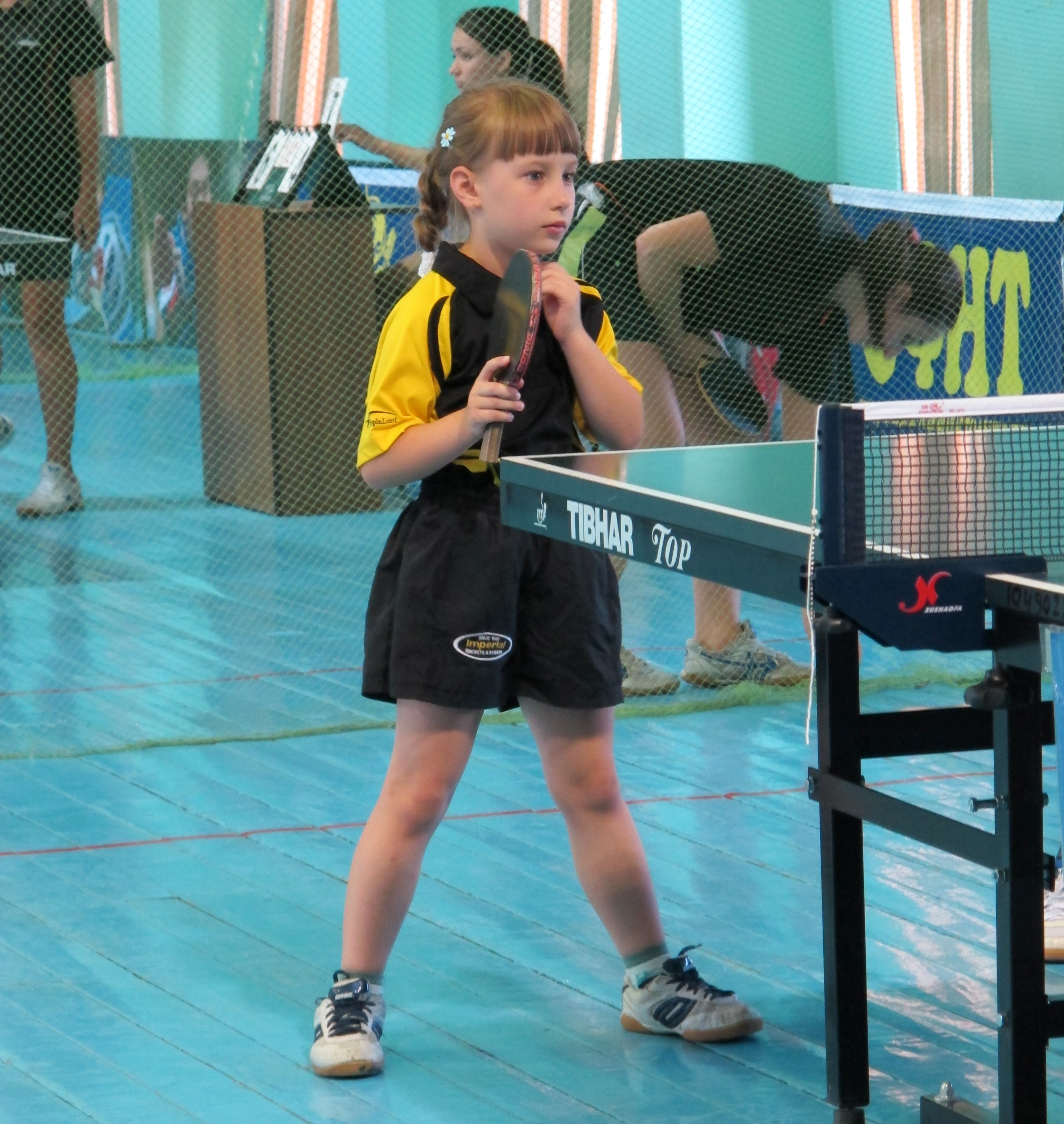
Вероніка Матюніна, 2013 рік, Кубок найсильніших, Сєвєродонецьк

У наступні роки вона значно випереджає своїх однолітків за рівнем тренованості. На двох чемпіонатах України поспіль Матюніна стає абсолютною чемпіонкою серед мінікадетів, маючи золоті медалі у індивідуальному, парному та змішаному розрядах. Крім того, Вероніка регулярно бере участь у змаганнях кадетів, тенісистів, які старші її за віком. У 2018 році вона займає друге місце на турнірі для кращих кадетів України — ТОП-24 (Умань, 5-12 жовтня 2018), а також перше місце в парному розряді на чемпіонаті України серед кадетів (Чернігів, 27-31 березня 2018). На міжнародному турнірі «LIRS-2018» (Жовква) вона виграє золоті медалі у двох вікових категоріях — для мінікадетів та кадетів.
З цього віку Вероніка Матюніна починає активно виступати за кордоном. Двічі (2017, 2018) бере участь у чемпіонаті Європі «Minichamps» для мінікадетів (Страсбург, Франція). У 2018 завоювала золоту медаль в складі української команди на міжнародному турнірі «Бистріца» (Румунія, 15-18 березня). У цьому же році стає золотою медалісткою міжнародного турніру пам'яті Броніслави Балайшене (Вільнюс, Литва, 15-17 червня 2018). У 2018 бере участь в поєдинках проти старших суперників на світових професійних турах в Словаччині та Угорщині, де заробляє свій перший рейтинг ITTF.
У сезоні 2017—2018 разом з командою «КДЮСШ № 1 — ЛОШВСМ» (Сєвєродонецьк) грає у Вищій лізі України та за підсумками сезону потрапляє до Суперліги.

### Кадетський період
Протягом 2019—2020 Вероніка неодноразово посідає призові місця на кадетських чемпіонатах України, має золоті медалі у команді та міксті. На змаганнях кращих кадетів України ТОП-12 (Київ, 17 по 20 січня 2020) стає переможницею турніру. На такому же ТОПі, але тільки для юніорів, здобуває третє місце (Чернігів, 31 січня — 2 лютого 2020).
На юніорському чемпіонаті України (Запоріжжя, 4-7 квітня 2019) у боротьбі зі старшими за віком суперниками стає бронзовою призеркою у міксті (разом з Микитою Завадою).
Виступаючи на чемпіонаті України (для дорослих) (Чернігів, 28 лютого — 1 березня 2020), виконала норму майстра спорту України з настільного тенісу.
У 2019 році потрапляє до складу кадетської національної збірної України з настільного тенісу. Виступає на міжнародних змаганнях. На турнірі пам'яті Тані Карпінської (Могильов, Білорусь, 2-5 грудня 2019) завоювала третє місце. На змаганнях ITTF Junior Circuit Premium, Polish Junior & Cadet Open (Владиславово, Польща, 22 по 26 травня 2019) також добилася бронзової нагороди в парі разом з Іолантою Євтодій. На змаганнях ITTF World Junior Circuit Premium, Czech Junior & Cadet Open (Годонін, Чехія, 12-16 лютого 2020) разом із командою добивається також бронзової нагороди.